# Mark 24 Tigerfish
Ngư lôi Mark 24 Tigerfish là loại ngư lôi tìm mục tiêu bằng sóng âm hạng nặng được sử dụng bởi hải quân hoàng gia Anh trong vài năm. Nó hoàn toàn không đáng tin cậy và không thành công mặc dù nó được biên chế cho tất cả các hạm đội và đã bị thay thế bởi một loại ngư lôi khác có khả năng hơn là ngư lôi Spearfish.
Nó được gắn cả hai loại dẫn đường chủ động và thụ động là bộ phận sóng âm có thể được điều khiển thông qua một dây cước mảnh nối giữa tàu phóng và ngư lôi. Dẫn đường bằng dây cước được sử dụng khi ngư lôi được phóng vào mục tiêu khi bị phát hiện ở khoảng cách xa. Hệ thống này cần thiết để điều khiển ngư lôi tiến đến mục tiêu ở khoảng cách xa khi đó tốc độ và hướng di chuyển của mục tiêu được cập nhật liên tục từ tàu phóng ngư lôi thông qua dây cước, cũng có thể truyền lệnh tấn công mục tiêu khác cũng như có thể gọi ngư lôi quay trở về. Thông thường việc điều khiển thông qua dây cước được sử dụng khi cho ngư lôi khi tấn công với tốc độ cao khi mà xung quanh có hàng loạt tiếng động đạt tần số siêu âm do ngư lôi xé nước với tốc độ cao lúc này hệ thống dò tìm sóng âm gắn trên ngư lôi hoàn toàn trở nên vô dụng.

## Thiết kế và phát triển
Tiền đề đầu tiên của loại ngư lôi này bắt đầu từ những năm 1950 với ý niệm về một loại ngư lôi có tốc độ rất cao 55 knot/h (100 km/h) có thể lặn sâu, chạy bằng động cơ đốt trong, có thể mang một lượng lớn oxy nén dùng như nhiên liệu, có thể điều khiển bằng hệ thống dây cước theo luận án nghiên cứu của Mackle trong việc sử dụng ngư lôi khi bắn từ tàu ngầm có mang bộ phận sóng âm và việc sử dụng bộ phận sóng âm có thể tự chuyển các trạng thái từ chủ động sang thụ động đã được phát triển dựa trên dự án ngư lôi PENTANE của Anh bị hủy bỏ những năm 1950.
Loại vũ khí này từng được biết dưới cái tên dự án ONGAR vì nhà ga Ongar là nhà ga nổi cuối cùng của hệ thống tàu điện ngầm Luân Đôn cho đến năm 1994. Các kỹ sư phát triển loại vũ khí này tự tin nói rằng "Đây sẽ là bản thiết kế cuối cùng của tất cả mọi loại ngư lôi".
Dự án vấp phải một vấn đề nghiêm trọng vào cuối những năm 1950, đó là việc nghiên cứu đòi hỏi một công nghệ hiện đại quá cao mà lúc đó chưa thể đáp ứng được nhưng lại phải bắt kịp với lịch mang loại vũ khí này ra phục vụ vào năm 1969. Ngoài ra việc đóng cửa viện thử nghiệm ngư lôi tại Greenock ở Scotland năm 1959 và việc ra đi của các nhân viên tại Portland ở Dorset khiến việc phát triển bị chậm lại.
Vào đầu những năm 1960 các phương tiện thông tin đưa một chương trình tên "ONGAR sẽ đi về đâu?" đã dẫn đến một sự giảm sút lớn trong việc phát triển công nghệ kỹ thuật để có thể hoàn hành dự án trong thời gian dự kiến là năm 1969.
Hệ thống đẩy đã bị thay đổi từ động cơ đốt trong thành mô tơ sử dụng pin dung dịch Bạc-Kẽm oxit như nguồn năng lượng chính. Nó làm giảm tốc độ của loại vũ khí này thay vì 55 knot như kế hoạch thì chỉ còn 24 knot (100 km/h xuống còn 44 km/h) với tốc độ tấn công tầm ngắn khi lao vào mục tiêu với tốc độ tối đa chỉ còn 35 knot (64 km/h).
Bộ phận sóng âm không được gắn vào ngư lôi để tấn công tàu cho đến khi bản Mod 0 của loại ngư lôi này ra đời.
Chỉ có hệ thống điều khiển bằng dây cước là vẫn theo kế hoạch không thay đổi. Nó khá giống với hệ thống sử dụng ở ngư lôi Mark 23 trước đó.
Mục tiêu ban đầu của kế hoạch là cho ngư lôi có thể lặn nhanh sâu xuống độ sâu 300 m (để chống tàu ngầm) độ sâu này đã bị vượt qua bởi các tiến bộ vượt bậc trong công nghệ đóng tàu ngầm, và yêu cầu từ từ tăng lên đến 490 m và sau đó là 600 m. Mark 24 Tigerfish không bao giờ có thể đạt được độ sâu đó và độ sâu tối đa của loại ngư lôi này có thể đạt đến là 350 m và sau đó là 440 m, cấu trúc của nó không cho phép mở rộng độ sâu hoạt động của loại ngư lôi này.

## Hiệu suất sử dụng
Các mẫu đầu tiên có độ tin cậy rất thấp: chỉ có 40% mẫu Mod 0 chống tàu ngầm là hoạt động như thiết kế. Các ngư lôi này phụ thuộc nhiều vào việc điều khiển từ xa, nhưng loại ngư lôi này có xu hướng khởi động rất chậm và thường làm đứt dây cước điều khiển khi di chuyển nhanh. Mẫu Mod 0 thất bại hoàn toàn trong các cuộc thử nghiệm để được biên chế của các hạm đội năm 1979 nhưng nó vẫn được biên chế vào các hạm đội năm 1980. Mẫu Mod 1 DP (hai chế độ) chống tàu ngầm và chống tàu nổi cũng gặp nhiều rắc rối tương tự, cho dù một phiên bản thiết kế lại (Mod 2) đã được thông qua sau cuộc thử nghiệm trên biển và được đưa vào sản xuất năm sau đó. Khi chiếc HMS Conqueror đánh chìm chiếc ARA General Belgrano trong cuộc chiến tranh Falklands nó đã dùng loại ngư lôi đáng tin cậy hơn nhiều là ngư lôi Mark 8 được thiết kế 50 năm trước hơn là sử dụng ngư lôi Tigerfish. Các thử nghiệm được tiếp tục sau chến tranh 2 trong năm ngư lôi mẫu Mod 1 Tigerfish được phóng vào sườn của mục tiêu thử nghiệm thất bại trong việc khởi động và 3 quả còn lại không trúng mục tiêu.
Một biện pháp tuyệt vọng của hải quân Hoàng gia Anh trong việc tăng độ tin cậy của loại ngư lôi này là làm sao cho loại ngư lôi này tấn công thật nhanh, khả năng lặn sâu trong thời gian ngắn để tiến đến mục tiêu trong khoảng cách xa, dự án đã lên kế hoạch gắn đầu đạn hạt nhân cho ngư lôi Tigerfish như thế sẽ giúp bù đắp cho việc loại ngư lôi này không thể lặn sâu cũng như có khả năng tìm mục tiêu bằng sóng âm hiệu quả hơn có thể tỷ lệ đánh chìm mục tiêu lên 90%. Nhiều biện pháp đã được đề xuất trong năm 1969 trong đó có việc mua ngư lôi hạt nhân Mark 45 ASTOR, ngư lôi Mark 48 Mod 1, hay UUM-44 SUBROC của Hoa Kỳ hoặc theo sáng kiến của hội đô đốc của các tàu ngầm là gắn đầu đạn hạt nhân vào các ngư lôi không có bộ phận hướng dẫn, chỉ hoạt động ở độ sâu cạn và tầm hoạt động ngắn nhưng đáng tin cậy hơn nhiều là loại ngư lôi Mark 8. Hội đô đốc của các tàu ngầm của các tàu ngầm nói rằng có thể gắn đầu đạn WE.177 vào ngư lôi Mark 8 với lập luận rằng "Nó sẽ là loại vũ khí siêu đẳng của tất cả tàu ngầm Anh hiện tại...". Dù vậy với tầm hoạt động ngắn của ngư lôi Mark 8 nếu gắn thêm đầu đạn hạt nhân loại vũ khí này cũng sẽ làm hư hỏng hay đánh chìm luôn chiếc tàu ngầm đã phóng nó với sóng chấn động mạnh tạo ra ở khoảng cách quá gần.
Tập đoàn Marconi với chương trình hợp nhất của mình vào đầu những năm 1980 đã cho ra mẫu Tigerfish Mod 2 với độ tin cậy tăng lên 80% và được hải quân Hoàng gia Anh chấp nhận ngay với lý do đây là cách tốt nhất với một thiết kế về cơ bản không thể phát triển hơn được nữa. Vào năm 1987 tất cả 600 quả ngư lôi Tigerfish đã được chỉnh sửa nâng cấp lên mức của Mod 2.
Với hàng loạt các vấn đề trong việc phát triển ngư lôi Tigerfish từ những năm 1950 với việc giới thiệu mẫu Mod 0 hoàn toàn không thành công cho đến hàng loạt các biến thể xuất hiện đến những năm 1980, đã dẫn đến quyết định việc mua tên lửa hành trình tấn công tàu của hải hải quân Hoàng gia Anh.
Các mẫu của loại ngư lôi này:
- Mark 24-Mod-0 chống tàu ngầm độ sâu có thể lặn xuống tối đa 350 m.
- Mark 24-Mod-1 (Mark 24 DP) chống tàu ngầm và tàu nổi độ sâu có thể lặn xuống tối đa 442 m.
- Mark 24-Mod-1-N chống tàu ngầm và tàu nổi độ sâu có thể lặn xuống tối đa 442 m, là loại mang đầu đạn hạt nhân nhưng chỉ có trên giấy.
- Mark 24-Mod-2 chống tàu ngầm và tàu nổi độ sâu có thể lặn xuống tối đa 442 m với các nâng cấp của tập đoàn Marconi.

Năm 1990 Cardoen của Chile đã lấy được giấy phép và bàn thiết kế để sản xuất Tigerfish cho hải quân Chile, Brazil và Venezuelan.
Hải quân hàng gia Anh cho ra khỏi biên chế quả ngư lôi Tigerfish cuối cùng vào năm 2004.